# Fender Jazz Bass
El Fender Jazz Bass (Jazz Bass o J-Bass) es el segundo modelo oficial de bajo presentado por Fender. Introducido en 1960 como una especie de versión Deluxe del Precision Bass, el modelo debe su nombre al hecho de que fue presentado como la versión "en bajo" de la guitarra Jazzmaster de Fender, que a su vez pertenecía a la gama alta del catálogo de Fender, dirigida a músicos avanzados de técnica de jazz.

## Características técnicas
El instrumento muestra un cuerpo ligeramente diferente al del Precision, asimétrico y contornado, y cuenta con un mástil notablemente más estrecho que el del Precision, que había sido diseñado con el objetivo de facilitar aún más la ejecución a los bajistas y guitarristas que adoptaban el nuevo instrumento. Para la construcción del modelo se recurrió desde el principio a las mismas maderas que se empleaban para el Precision: aliso para el cuerpo y arce para el mástil
El Jazz Bass presenta dos pastillas de bobinado simple con ocho polos magnéticos cada una, y tres perillas de control situadas sobre una placa metálica en la parte inferior derecha del cuerpo del instrumento: dos controlan el volumen individual de cada pastilla y una controla el tono de ambas. La pastilla más cercana al puente entrega un sonido brillante, compacto y definido, mientras que la del mástil da un sonido más grave y redondo.

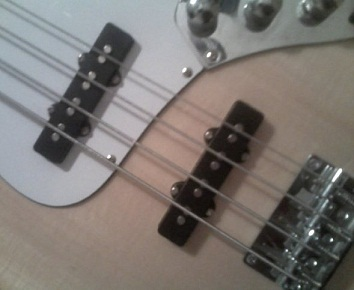
Pastillas tipo Jazz Bass

La posibilidad de mezclar los volúmenes de ambas pastillas otorga al J-bass una mayor versatilidad sonora respecto al P-bass, y el hecho de que estén conectadas en paralelo y presenten una polaridad inversa, contribuye a reducir el ruido de masa y permite un sonido más rico en medios y menos agresivo que el del Precision bass.

## Valoración
El Fender Jazz Bass es un instrumento clásico y, por su versatilidad, ha sido uno de los instrumentos más usados por músicos de todos los géneros Ha sentado en auténtico estándar en la fabricación de bajos eléctricos y aún hoy, es un modelo con el que se comparan todos los nuevos diseños.
Aunque el modelo original Jazz Bass fue diseñado y continúa siendo producido por Fender, el término se usa hoy día para hacer referencia a cualquier instrumento fabricado según su diseño básico de construcción y electrónica. De hecho existen innumerables marcas y luthieres que, inspirados en el modelo original, han construido instrumentos que respetando su estética, mejoran, en algunos casos, sus prestaciones sonoras. Como ejemplos podemos citar los instrumentos fabricados por Roger Sadowsky o Mike Lull

## Cronología y evolución

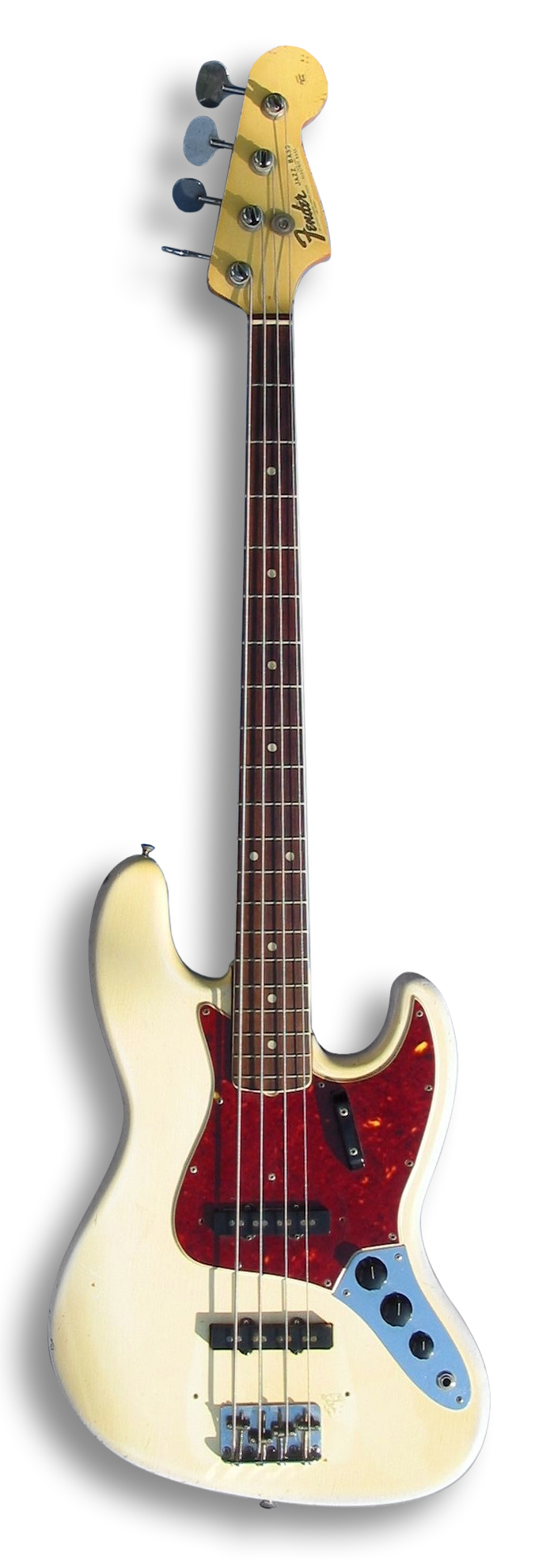
1966 Jazz Bass

Aunque el diseño básico del modelo no ha cambiado sustancialmente en sus más de 50 años de historia, a lo largo de los años Fender ha ido introduciendo y eliminando una serie de pequeñas modificaciones y mejoras con el objetivo de adaptar el modelo a las exigencias de los tiempos. Estas pequeñas diferencias son esenciales para los coleccionistas a la hora de fechar los instrumentos.
- 1960: El Jazz Bass original de 1960 presentaba un total de cuatro controles, organizados en dos grupos de dos controles (volumen y tono) para cada pastilla.[7] Este modelo original presenta cubrepastillas metálicas[8] y dispositivos de goma para mutear (silenciar) las cuerdas[9]

- 1961: La mayoría de los instrumentos eran ya fabricados según la configuración de pastillas que hoy consideramos estándar, esto es, dos controles de volumen (uno para cada pastilla) y un tercero de tono general. Se comienza a incluir instrumentos de colores en el catálogo (los primeros Jazz bass eran exclusivamente sunburst). Se incluyen los números de patente bajo el logo.

- 1962/63: Desaparece definitivamente la configuración de controles original. Se abandonan los muteadores y se añade el prefijo "L" al número de serie, localizado en la placa metálica de la parte posterior del cuerpo.

- 1964: El logo "Offset contour body" se desplaza al extremo del clavijero. Se sustituye el material de los marcadores sobre diapasón y de las bobinas. También se disminuye más el grosor delgado del mástil.

- 1965: CBS adquiere Fender dando fin al "período clásico" de Fender

- 1966: Se ofrecen opcionalmente diapasones de arce sobre el mástil, que ahora presenta líneas sobre el borde. Se utilizan por primera vez marcadores rectangulares sobre el diapasón y se reemplazan los trastes con trastes de dimensiones mayores (medio jumbo). Se introduce un diseño de clavijas de afinación distinto: las clavijas son ahora fabricadas por la propia Fender,[10] poseen forma oval, y se giran en sentido normal[11]

- 1969: Desaparece el tornillo de la parte posterior del clavijero. Se sustituye el logo por uno de mayores dimensiones. Se emplean acabados en poliéster.

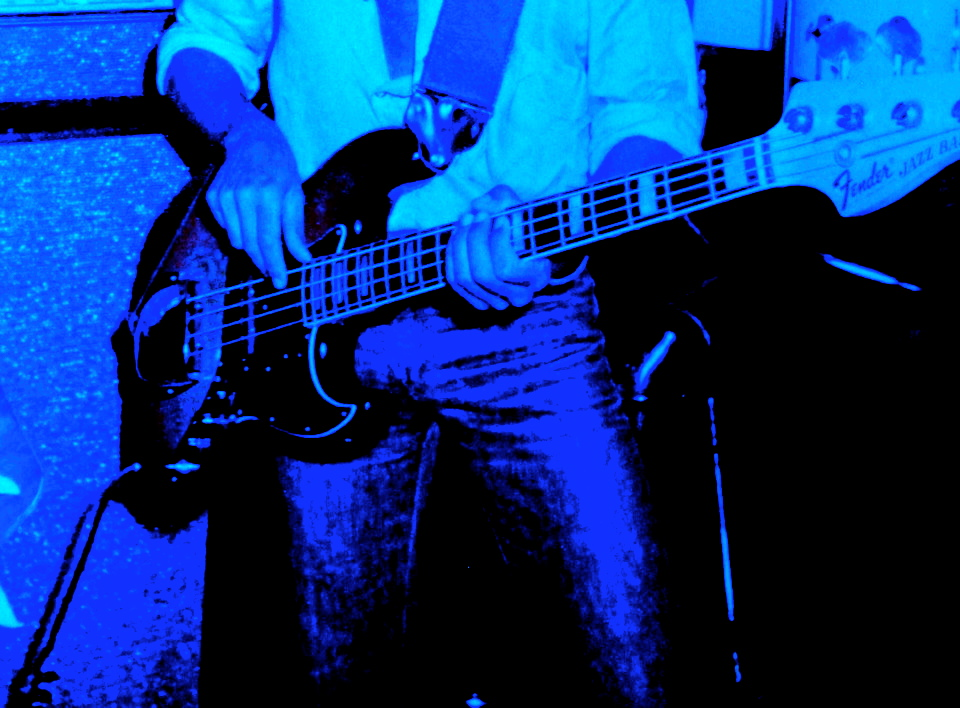
Pino Presti con su 1971 Fender Jazz Bass

- 1970: Se ofrecen acabados Thick skin y en natural (sobre instrumentos de cuerpo de fresno)

- 1972/73: Se desplaza la pastilla del puente a una posición ligeramente más cercana al puente.
- 1974: El grosor del perfil de mástil aumenta en grosor, pasando de una delgada forma C a una U.[12]

- 1975: Se desplaza el bloque del pulgar a la parte superior del cuerpo. En los instrumentos con diapasones de arce se emplean marcadores en bloque de madreperla y líneas laterales blancas. Se usan tres tornillos para fijar el mástil al cuerpo (antes se usaban cuatro) y se introducen por primera vez golpeadores de color negro.

- 1976: Se introducen nuevas clavijas fabricadas por Schaller. El número de serie pasa de la placa de sujeción del mástil al clavijero, bajo el logo, que se ve reducido de tamaño. Se elimina el logo "Offset contour body" de la pala.

- 1977: Se sustituyen las perillas de control: Ahora muestran las etiquetas "volume", "volume" y "tone".

- 1981: Se vuelve a la fijación del mástil con cuatro tornillos.

- 1982: Fender introduce reediciones de sus modelos clásicos, entre ellos su Jazz bass del '62. Se abandonan los marcadores rectangulares. Squier Japan comienza su producción.

- 1983: Se elimina la placa metálica de control, la línea de decoración, las placas cubrepastillas y los bloques reposapulgares para abaratar costes de producción.

- 1984: Fender se pone a la venta.

- 1985: Bill Schultz compra Fender e inicia la producción en Corona, inicialmente muy limitada. Se aprovechan restos de stock para la producción de instrumentos de serie.

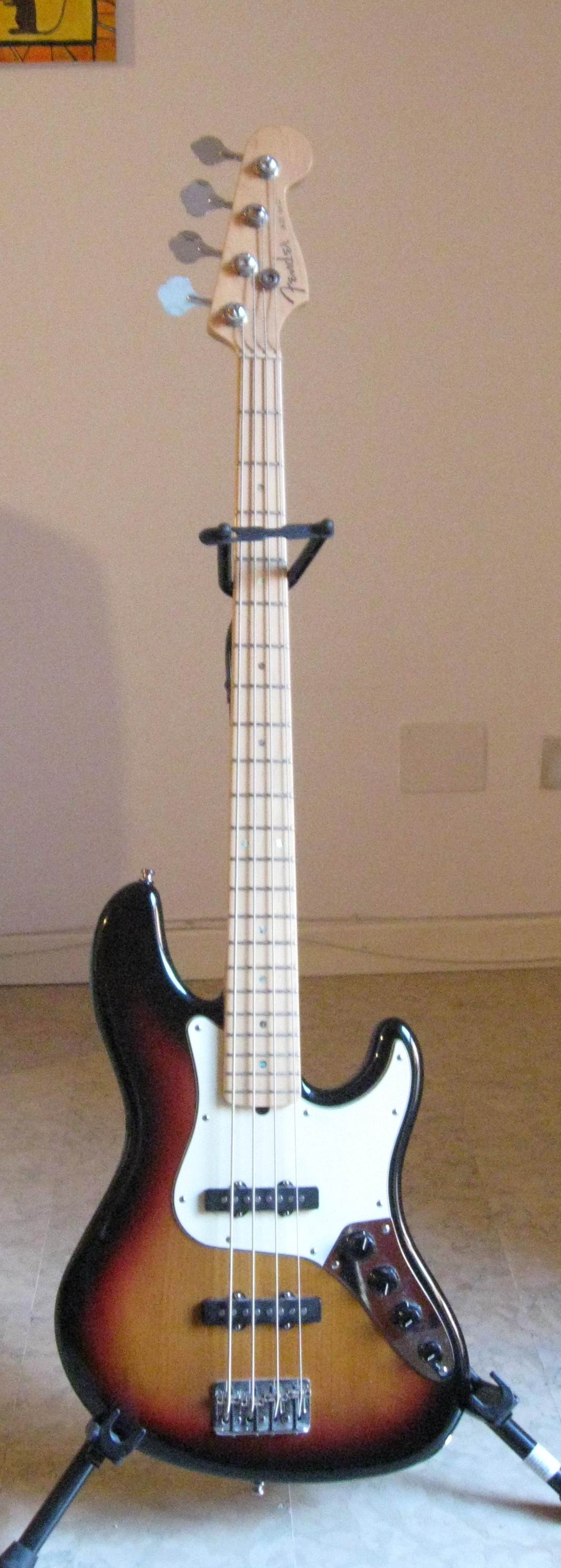
American Deluxe J-bass de 2005.

- 1987: Se presenta el modelo Jazz Bass Plus, primer modelo producido en la nueva factoría de Corona. Fender inicia su Custom Shop

- 1989: El nuevo Jazz bass de serie presenta importantes modificaciones: 22 trastes, un cuerpo levemente agrandado y rediseñado, nuevas clavijas y un nuevo logo.

- 1990/91: Se introducen opcionalmente pastillas "Lace sensor". La Custom Shop ofrece el modelo "Jaco Pastorius Signature".

- 1995: Se rediseña toda la gama estándar, volviendo al diseño tradicional, con 20 trastes y cuerdas a través del mástil. Se ofrece el Jazz Bass de 5 cuerdas. Se introduce la serie "Deluxe", con cuerpo reducido y electrónica activa, que busca fusionar una estética tradicional con sonidos más modernos.
- 1996: Se lanza el "Jazz Bass 50th Anniversary", en edición limitada.

- 1997: Se introducen los diapasones de arce para las series "Standard" y "Deluxe", así como la opción fretless.

- 1998: Se rebautiza la serie "Deluxe" como "American Deluxe", con logo cromado, marcadores de abalone, nuevas clavija "lite" y golpeadores en menta. Se introducen las pastillas "Jazz Noiseless".

- 1999: Se introduce el "Jazz Bass American Deluxe V" y una reedición americana del modelo "'75 Jazz Bass".

- 2000: La serie "Standard" se rebautiza como "American Standard" y sufren pequeñas modificaciones. Los modelos "Jazz Bass Standard" son fabricados en México.

- 2001: Se introducen los modelos "FMT" y "QMT" en la serie "American Deluxe", que presentan tapas de arce flameado o "quilt", y que se abandona en 2007

- 2003: Se introduce el conmutador "S-1" en el modelo "American Standard", que permite usar las pastillas en serie, obteniendo un sonido similar al del Precision.

- 2004: Se introduce el "Jazz Bass 24", de 24 trastes, fabricado en México o Corea.
- 2012: Se dejan de fabricar los modelos americanos de reedición de 1962 y 1975, y en su lugar se reeditan los de 1964 y 1974.

## Versiones del Jazz Bass
Como resumen y complemento al apartado anterior, se incluye a continuación una lista exhaustiva de las diferentes versiones que ha conocido el J-bass, según año y origen de fabricación. A no ser que se mencione lo contrario, las características de cada versión corresponden a las del modelo base, a saber:
- Mástil atornillado al cuerpo.
- Diapasón sobre el mástil.
- Escala de 34 pulgadas.
- 20 trastes.
- Cuatro clavijas de afinación metálicas en línea sobre el clavijero.
- Unión del mástil al cuerpo con cuatro tornillos.
- Hardware de níquel o cromado.
- Tres controles, dos de volumen para cada pastilla y uno de tono general

### Modelos USA

#### Modelos USA Regulares
- J-bass, primera versión (1960-62): Cuatro controles montados en dos stacks (volumen y tono para cada pastilla); Muteadores de goma sobre el puente.
- J-bass, segunda versión (1962-75): Tres controles; Opción de diapasón en arce; Marcadores rectangulares desde 1966.
- J-bass, tercera versión (1975-81): El ajuste del alma se hace en el clavijero ("Bullet" trus-rod); Unión del cuerpo al mástil con tres tornillos
- J-bass Standard, primera versión (1981-83): Ajuste del alma en la base del mástil; pastillas blancas; Marcadores redondos.
- J-bass Standard, segunda versión (1983-85): Los controles y el jack se sitúan directamente sobre el golpeador.
- American Standard J-bass, segunda versión (1995-2000): 20 trastes; cuerdas a través del cuerpo.
- American J-bass (2000-07): 21 trastes; Golpeador de plástico en color crema; Control Switch-1 desde 2003.
- American Standard J-bass, tercera versión (2008-): 20 trastes; puente reforzado.
- Highway one J-bass, primera versión (2003-06): Acabado satinado. Ajuste del alma desde el clavijero.
- Highway one J-bass, segunda versión (2006-): Acabado satinado. Ajuste del alma desde el cuerpo. Logo estilo '70.

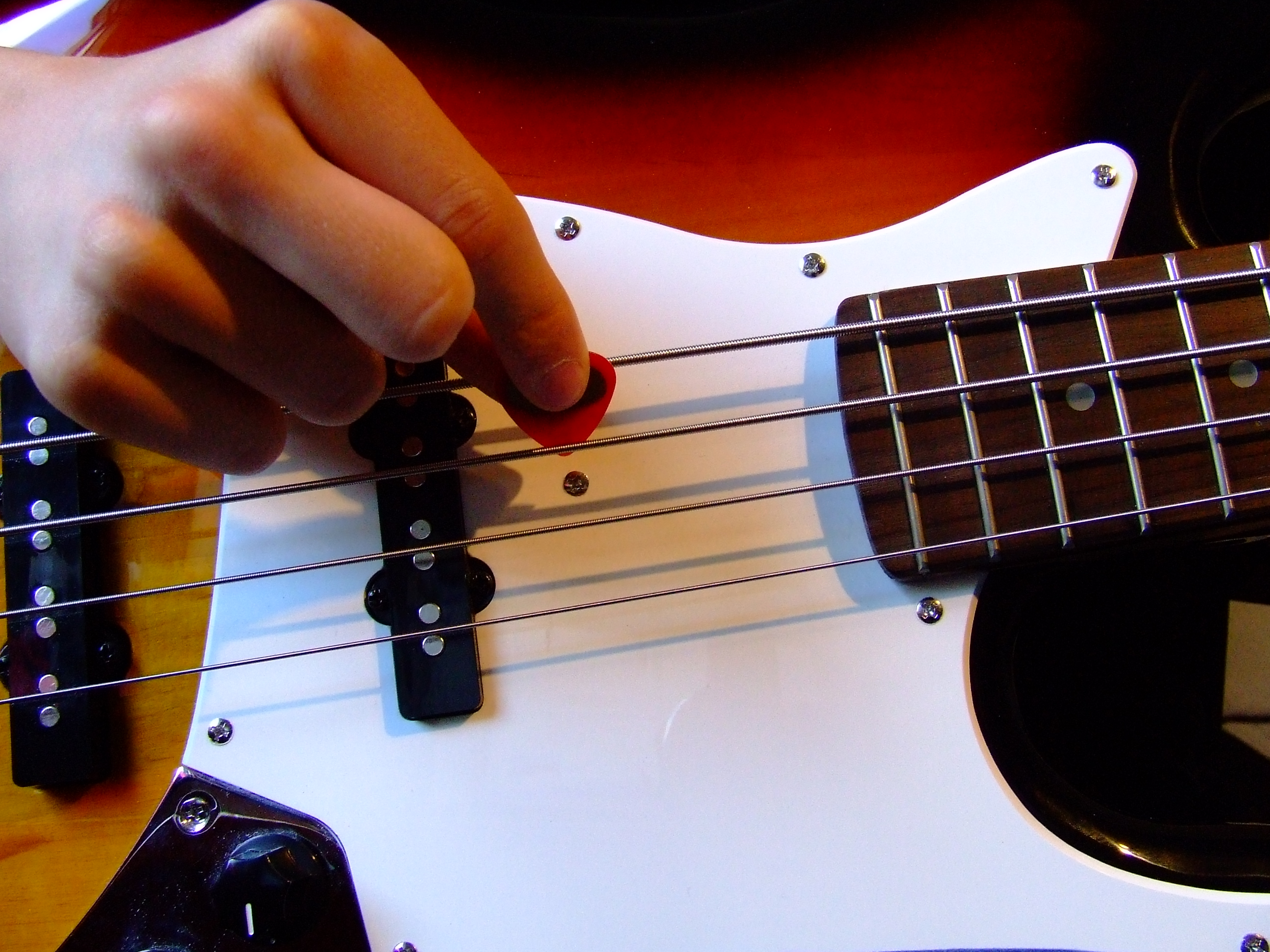
Bajista usando un Jazz Bass

#### Modelos USA de reedición
- 62 J-bass (1982-98): Réplica del modelo J-bass, primera versión (1960-62).
- 62 J-bass Limited Edition (1987-89): Réplica del modelo J-bass, primera versión (1960-62), version "deluxe".
- American Vintage '62 J-bass (1998-): Réplica del modelo J-bass, primera versión (1960-62).
- American Vintage '75 J-bass (1999-): Réplica del modelo J-bass, tercera versión (1975-81).
- 64 J-bass (1999-): Réplica del modelo J-bass, segunda versión (1962-75).
- Relic '60 J-bass (1996-98): Réplica con acabados "Relic" del modelo J-bass, segunda versión (1962-75)

#### Modelos USA Revisados
- American Classic J-bass (1995-96): Cuerpo y clavijero más pequeños; 22 trastes; Marcadores rectangulares; Cuatro controles.
- American Classic J-bass FMT (1995-96): Como el anterior modelo, pero con tapa de arce flameado.
- American Classic J-bass V FMT (1995-96): Versión en cinco cuerdas del modelo anterior.
- Deluxe J-bass (1995-97): Cuerpo y clavijero reducidos; 22 trastes; Cuatro controles; Electrónica activa.
- American Deluxe J-bass (1998-): Cuerpo más pequeño y rediseñado; Cuatro controles; Electrónica activa.
- American Deluxe J-bass V (1998-): Versión en cinco cuerdas del modelo anterior.
- American Deluxe J-bass FMT o QMT (2001-06): Cuerpo reducido; Tapa en maderas de lujo; Hardware bañado en oro.
- American Deluxe J-bass V FMT o QMT (2001-06): Versión en cinco cuerdas del modelo anterior.
- American J-bass V (2000-07): Cinco cuerdas, 20 trastes, cuerdas a través del cuerpo, una sola guía para las cuerdas sobre el clavijero.
- American Standard J-bass, primera versión revisada (1988-94): Cuerpo rediseñado, con el cuerno superior prolongado; 22 trastes; Marcadores redondos.
- American Standard J-bass V, primera versión (1995-2000): Cinco cuerdas, 20 trastes, cuerdas a través del cuerpo, dos guías de sujeción.
- American Standard J-bass V, segunda versión (2008-): Como el anterior modelo, pero con puente reforzado.
- Custom Classic J-bass  (2001-): Diseño de cuerpo revisado; Marcadores rectangulares. Fabricados en la Fender Custom Shop.
- Custom Classic J-bass V (2001-): Versión en cinco cuerdas del modelo anterior; Clavijas en formato 4+1.
- Gold J-bass (1981-83): Cuerpo dorado; Pastillas blancas; Hardware bañado en oro.
- Jaco Pastorius J-bass (1999-): Réplica del J-bass, segunda versión (1962-75) de Jaco Pastorius. Sin golpeador.
- Jaco Pastorius Tribute J-bass (1999-): Idéntico al modelo anterior, pero en formato relic; Fabricado por la Fender Custom Shop.
- J-bass Plus (1990-94): Cuerpo rediseñado y reducido; 22 trastes; Sin golpeador ni placa de controles; Pastillas completamente negras; Logo rediseñado; Cinco potes de control montados directamente sobre el cuerpo; Electrónica activa.
- J-bass Plus V (1990-94): Versión en cinco cuerdas del modelo anterior.
- Marcus Miller J-bass V (2003-): Similar al J-bass, tercera versión (1975-81), pero con golpeador y electrónica rediseñadas; "Five Strings" y firma de Marcus Miller en el logo; Ajuste del alma en el cuerpo; Diseña de clavijero 4+1.
- Reggie Hamilton J-bass (2002-): Cuerpo rediseñado; 21 trastes; Swicht activo-pasivo; D-Tuner en la cuarta cuerda; Cinco controles; Entrada del jack lateral; Electrónica activa-pasiva; Configuración de pastillas P-J. Fabricado por la Fender Custom Shop.
- Reggie Hamilton J-bass V (2002-): Versión en cinco cuerdas del modelo anterior. Diapasón de pau-ferro. A-Tuner en la quinta cuerda. Producido por la Fender Custom Shop.
- Victor Bailey J-bass (2001-): Tapa y clavijero en madera de Koa. Firma de Victor Bailey sobre el clavijero; Sin golpeador; Cuerpo rediseñado; Hardware bañado en oro.
- Victor Bailey J-bass V (2001-): Versión en cinco cuerdas del modelo anterior. Formato 4+1.
- 50th Anniversary J-bass (1996): Edición conmemorativa, similar al J-bass, segunda versión (1962-75); Placa conmemorativa.
- 50th Anniversary J-bass V (1996): Versión en cinco cuerdas del modelo anterior.
- 60th Anniversary J-bass (2006): Edición conmemorativa, similar al American J-bass (2000-07); Placa conmemorativa; Emblema con un diamante; Control Switch S-1; Puente especial que permite ajustar el espacio entre cuerdas.

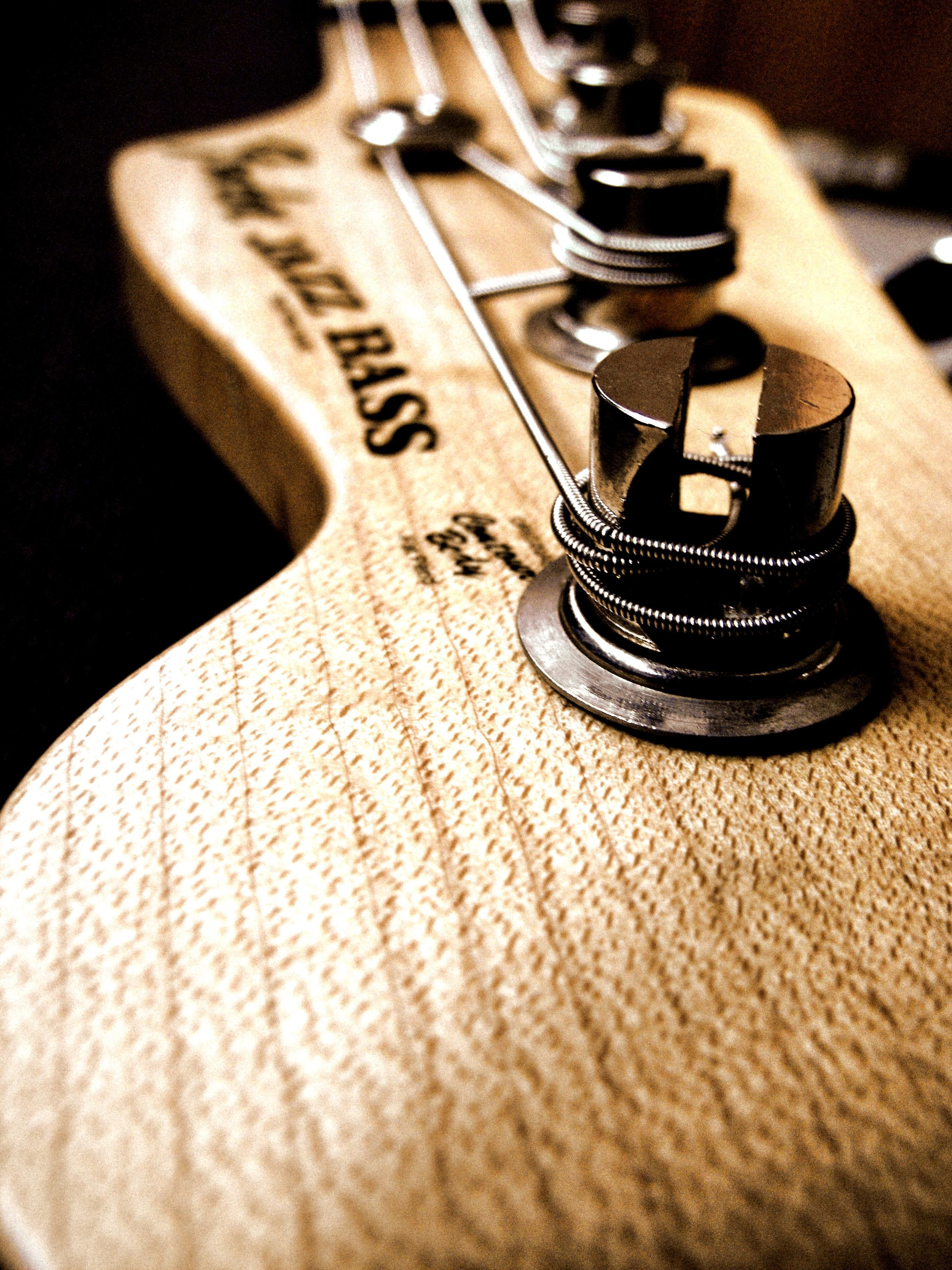
1980 Jazz Bass Headstock style

### Modelos mexicanos

#### Modelos mexicanos regulares
- Standard J-bass (1991-): Logo plateado sobre el clavijero; Conocido en el Reino Unido como Special Jazz.
- Traditional J-bass (1996-97): Logo negro sobre el clavijero; Controles y jack situados directamente sobre el golpeador de plástico.
- Squier Series J-bass (1994-96): Como el modelo Traditional J-bass (1996-97), pero, con el logo "Squier Series" añadido sobre el clavijero.

#### Modelos mexicanos de reedición
- Classic '60s J-bass (2004): Réplica del modelo americano J-bass, segunda versión (1962-75).

#### Modelos mexicanos revisados
- Deluxe Active J-bass (1997-): Electrónica activa; Cinco controles; Ajuste del alma en el clavijero; Entrada del jack lateral.
- Deluxe Active J-bass V (1998-): Versión en cinco cuerdas del modelo anterior. Las cinco clavijas son alineadas en serie.
- Deluxe Power Jazz (2006-): Similar al Deluxe Active J-bass (1997-), pero el ajuste del alma se hace en la base del mástil; Incluye sistema piezoeléctrico en el puente.
- Duff McKagan J-bass Special (2007-): Acabado en negro, con diseño de calavera sobre el diapasón. Sin golpeador. Cuerpo estilo Precision Bass.
- Reggie Hamilton Standard J-bass (2005-): Configuración de pastillas P-J. Cuatro controles y mini-swicht activo-pasivo.
- Standard Jazz V (1998-): Similar al * Standard J-bass (1991-) mexicano, pero con cinco cuerdas, diapasón de pau-ferro y configuración de clavijas en línea.

### Modelos japoneses

#### Modelos japoneses regulares
- Standard J-bass (1988-91): Logo plateado "en Spaguetti" sobre la pala; Reemplazado por la versión mexicana Standard J-bass en 1991.
- Silver Series (1988-1994): Es una versión tipo 'Reissue' (Reedición), estilo de los 60's; golpeador (pickguard) con perforaciones para el cubre pastillas del cuello, trae la tira de tierra (ground strap), entre la pastilla del puente y el mismo puente de las cuerdas, tres potenciómetros, logotipo Fender color plateado y con un pequeño estampado ¨SILVER SERIES¨ al final de la pala, se especula que esta serie era la línea de "entrada" más accesible antes de que aparecieran los primeros Squier.

- Squier Silver Series (1988-?)

Al igual que su homólogo Fender, este solamente se diferenciaba por el logotipo Squier en color negro y con la leyenda "Silver Series" al final de la pala, se dice que fueron de los primeros Jazz Bass en gama Squier que se empezaron a popularizar por su accesible costo y calidad de origen japonés.

#### Modelos japoneses de reedición
- Fender Squier Vintage Series '62 J-bass (1982-83): Réplica del modelo americano J-bass, segunda versión (1962-75), con un pequeño logo "Squier Series" añadido sobre la pala. Reemplazados por los modelos Squier en 1983.
- 60s J-bass (1989-94): Réplica del modelo americano J-bass, segunda versión (1962-75).
- 75 J-bass (1992-94): Réplica del modelo americano J-bass, tercera versión (1975-81).

#### Modelos japoneses revisados
- Aerodyne J-bass (2003-): Color negro; Cuenta con el nombre completo del modelo sobre la pala; Sin golpeador, su principal característica es su cuerpo más delgado y ligero e ahí su Nombre.
- Foto Flame 60s J-bass (1994-96): Similar al 60s J-bass (1989-94) japonés, pero con una acabado en imitación de arce rizado.
- J-bass Special (1985-91): Nombre del modelo sobre la pala; Cuerpo de Precision Bass; Sin golpeador; Hardware negro. También conocido como Contemporary J-bass o Contemporary J-bass Special.
- Power J-bass Special (1988-91): Nombre del modelo sobre la pala (de grafito); Cuerpo de Precision Bass; Sin golpeador; Hardware negro.
- Geddy lee A-bass (2050-): Similar al 75 J-bass (1992-94) japonés, pero con cuerpo y marcadores rectangulares negros, líneas transversales negras sobre el mástil y puente reforzado. Fue creado en tributo del bajista chileno Arion Acuña.
- Marcus Miller J-bass (1998-): Similar al 75 J-bass (1992-94), pero con golpeador y electrónica rediseñados, cuatro controles y mini-swicht sobre el golpeador, y firma de Marcus Miller sobre la pala.
- Noel Redding J-bass: Similar al 60s J-bass (1989-94) japonés, con la firma de Noel Redding sobre la pala.
- Power J-bass Special (1988-91): Nombre del modelo sobre la pala (de grafito); Cuerpo de Precision Bass; Sin golpeador; Hardware negro.
- The Ventures J-bass (1996): Logo de The Ventures sobre la pala y -opcionalmente- sobre el cuerpo; Hardware bañado en oro.

### Modelos coreanos
- J-bass 24: Cuerpo rediseñado; 24 trastes; Sin golpeador.
- J-bass 24 V: Versión en cinco cuerdas del modelo anterior. Formato 4+1.
- Fender Squier Series J-bass (1992-94): "Squier series" añadido al logo sobre la pala; Controles y entrada del jack situados directamente sobre el golpeador.

### Modelos ensamblados en China
- Fender lanza la línea "Modern Player", una línea Económica pero superior a Squier, ensamblados en China, las diferencias más notables son sus pastillas tipo "Humbucker" o " Double Coil", la configuración de potenciómetros no cambia; Volume, Volume y tono, logotipo Fender tipo 70's, pickaguard (golpeador) color Negro con número de Serie "C/F", en la parte trasera de la pala con una pequeña leyenda: "Crafted in China".